# Bazylika Matki Bożej Większej
Bazylika Matki Bożej Większej (wł. Basilica Papale di Santa Maria Maggiore) – bazylika tytularna położona na wzgórzu Eskwilin w Rzymie.
Bazylika została poświęcona św. Marii z Nazaretu. Jej inna nazwa to Santa Maria della Neve (Matki Boskiej Śnieżnej). Od momentu, gdy w bazylice znalazły się relikwie Żłóbka, powstała nazwa – Santa Maria ad Presepe (Matki Bożej przy Żłóbku). Znana jest też jako bazylika liberiańska (od imienia papieża Liberiusza). W liturgii Kościoła katolickiego jest znana jako rzymska bazylika Najświętszej Maryi Panny.
Należy wraz z bazylikami: św. Piotra na Watykanie, św. Jana na Lateranie i św. Pawła za Murami do bazylik papieskich (dawniej zwanych patriarchalnymi) Rzymu i Watykanu.

## Historia
- 352 – zgodnie z legendą, papież Liberiusz i rzymianin Jan ujrzeli we śnie Matkę Bożą, która powiedziała im, że w miejscu, w którym w środku lata spadnie śnieg, zostanie zbudowany kościół. W nocy z 4 na 5 sierpnia 352 wzgórze Eskwilińskie pokrył śnieg. Papież w obecności ludu rzymskiego wytyczył zarys przyszłego kościoła.
- 432 – rozpoczęcie budowy na zlecenie papieża Sykstusa III, po soborze efeskim (431). W tym czasie na wzgórzu Eskwilin znajdowała się świątynia Junony Lucindy, opiekunki rodzących kobiet. Kolumny z tej świątyni wykorzystano przy budowie nowego kościoła. W świątyni umieszczono ikonę znaną dziś jako Matka Boża Śnieżna, albo Salus Populi Romani /(łac.) Ratunek Ludu Rzymskiego/.
- 1288–1292 – papież Mikołaj IV zleca dobudowanie apsydy i transeptu
- 1673 – Carlo Rainaldi przebudowuje apsydę
- 1743 – Ferdinando Fuga na zamówienie papieża Benedykta XIV projektuje obecną fasadę kościoła.

## Architektura i wystrój
Do elewacji przylegają dwie, jednakowe fasady pałaców kapituły. Po prawej stronie, nad bryłą budowli góruje romańska kampanila o wysokości 75,0 m. Loggia w fasadzie ozdobiona jest mozaikami z XV wieku. W centralnej części znajduje się medalion z postacią Chrystusa. Ułożone w pasy sceny ilustrują legendę o śniegu, związaną z powstaniem bazyliki.
Trójnawowe wnętrze bazyliki ma długość 86,0 m. Posadzka ułożona z porfiru i marmuru to XII-wieczne dzieło kamieniarzy ze szkoły Cosmatich (arte cosmatesca). Renesansowy sufit zaprojektowany przez Giuliano da Sangallo został ozdobiony złotem przywiezionym przez Krzysztofa Kolumba.
Wzdłuż ścian nawy głównej, powyżej kolumn, znajdują się mozaiki z V wieku przedstawiające sceny ze Starego Testamentu. Łuk tęczowy zdobią pasy mozaiki wykonane w latach 432–440. Ukazują sceny z Nowego Testamentu, tworząc cykl poświęcony Matce Bożej. Widoczna jest scena Zwiastowania, Pokłon Trzech Mędrców, Rzeź Niewiniątek. Pośrodku łuku przedstawiony jest tron Boga-Ojca pomiędzy św. Piotrem i św. Pawłem oraz symbole ewangelistów. U podstawy łuku, po stronie prawej, mozaika przedstawia Betlejem, do którego zmierza lud pogański ex Gentibus; po stronie lewej – Jerozolima i lud żydowski ex Circoncisione (Kościół Obrzezanych). Jest to symboliczne ukazanie ludu Bożego, którego pasterzem jest papież. W apsydzie znajduje się scena Koronacji Matki Bożej wykonana w 1295 według projektu Jacopo Torritti. Ołtarz główny osłania baldachim, a pod nim znajdują się relikwie żłobka Jezusa (Sacra Culla).
Do bocznej nawy, po prawej stronie, przylega do bazyliki baptysterium z XIX-wiecznym wnętrzem. Z baptysterium można przejść do zakrystii której ściany i sklepienie pokrywają freski. Wśród nich widnieje obraz przedstawiający zamek w Malborku.
Na wysokości ołtarza głównego znajdują się dwie kaplice. Kaplica po stronie prawej to kaplica Sykstusa V, nazywana jest też kaplicą Sykstyńską. Zbudowana pod koniec XVI wieku według projektu Domenico Fontany, na planie krzyża greckiego z kopułą nad centralną częścią. Znajdują się w niej nagrobki Sykstusa V i Piusa V. Płaskorzeźby zdobiące nagrobek Sykstusa V obrazują ważniejsze wydarzenia mające miejsce podczas jego pontyfikatu. Wśród nich jest scena obrazująca pojednanie pomiędzy Zygmuntem III a arcyksięciem Maksymilianem, do którego przyczynił się legat papieski, kardynał Hipolit Aldobrandini (późniejszy Klemens VIII). Osoby biorące udział w tej scenie nie wykazują podobieństwa do postaci historycznych (wyjątkiem jest legat papieski), sama sceneria też jest fantazyjna. Rzeźbiarz akcję umiejscowił w Rzymie (widoczna jest w tle bazylika św. Jana na Lateranie).
Kaplica po lewej stronie, podobna w założeniach, zbudowana została zgodnie z projektem Flaminio Ponzio, ukończono ją w 1613. Jest to kaplica Pawłowa (od pontyfikatu Pawła V) albo Borghese (od rodowego nazwiska papieża). Znajdują się w niej nagrobki Pawła V i Klemensa VIII. Polskim śladem jest fresk przedstawiający świętą Kingę wśród dwóch innych niewiast. Fresk namalowany został nad nagrobkiem Klemensa VIII.

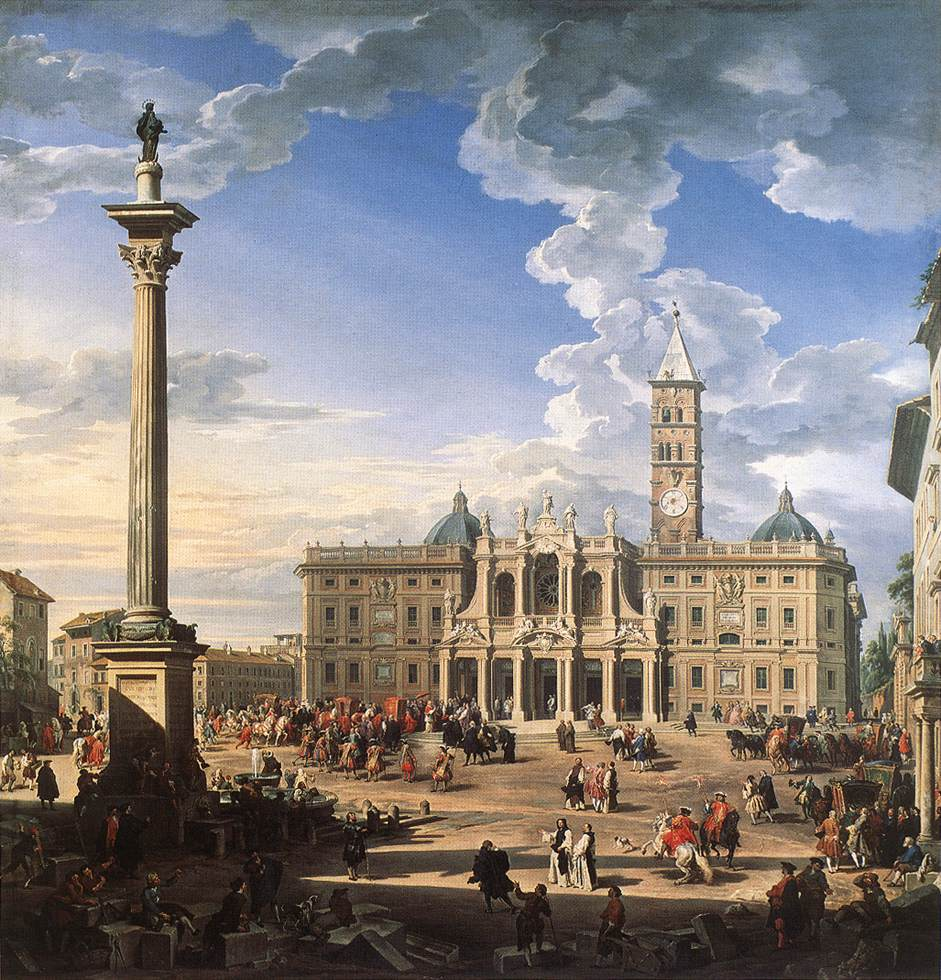
Kolumna maryjna na Piazza Santa Maria Maggiore w Rzymie

W 1614 papież Paweł V polecił ustawić przed bazyliką kolumnę pochodzącą z bazyliki Maksencjusza. Na niej znajduje się figura Matki Bożej.

## Archiprezbiterzy
Urząd archiprezbitera bazyliki jest poświadczony źródłowo od XII wieku, jednak do XV wieku kompletna lista nie jest znana. Początkowo nie wszyscy sprawujący ten urząd duchowni byli kardynałami:
- Rainiero (1127–1130)
- Matteo (1153)
- Paolo Scolari (1176–1187)
- Rolando (1189–1193)
- Pietro Sassoni (1212)
- Romano (1222)
- Aston (1244)
- Romano (1258)
- Ottobono Fieschi (1262–1276)
- Giacomo Colonna (1288–1297 i ponownie 1312–1318)
- Francesco Napoleone Orsini (1298–1311)
- Pietro Colonna (1318–1326)
- Luca Fieschi (1326–1336)
- Giovanni Colonna (1336–1348)
- Nicola Capocci (?–1368)
- Pierre Roger de Beaufort (1368–1370)
- Marino Giudice (?–1385)
- Stefano Palosio (1385–1396)
- Enrico Minutoli (1396–1412)
- Rinaldo Brancaccio (1412–1427)
- Francesco Lando (1427)
- Jean de la Rochetaillée (1428–1437)
- Antonio Casini (1437–1439)
- Mikołaj Albergati (1439–1443)
- Guillaume d’Estouteville (1443–1483)
- Rodrigo Borgia (1483–1492)
- Giovanni Battista Savelli (1492–1498)
- Giovanni Battista Orsini (1498–1503)
- Giuliano Cesarini (1503–1510)
- Pietro Isvalies (1510–1511)
- Leonardo Grosso della Rovere (1511–1520)[3]
- Andrea della Valle (1520–1534)
- Paolo Emilio Cesi (1534–1537)
- Alessandro Farnese (1537–1543)
- Guido Ascanio Sforza (1543–1564)
- Karol Boromeusz (1564–1572)
- Alessandro Sforza (1572–1581)
- Filippo Boncompagni (1581–1586)
- Decio Azzolini (1586–1587)
- Domenico Pinelli (1587–1611)
- Michelangelo Tonti (1611–1614)
- Giovanni Garzia Millini (1614–1629)
- Francesco Barberini (1629–1633)
- Antonio Barberini (1633–1668)
- Giacomo Rospigliosi (1668–1684)
- Felice Rospigliosi (1684–1688)
- Philip Thomas Howard (1689–1694)
- Benedetto Pamphilj (1694–1699)
- Giacomo Antonio Morigia (1699–1701)
- Pietro Ottoboni (1701–1730)
- Ludovico Pico de Mirandola (1730–1743)
- Girolamo Colonna di Sciarra (1743–1763)
- Marcantonio Colonna (1763–1793)[4]
- Andrea Corsini (1793–1795)[5]
- Giovanni Francesco Albani (1795–1803)[6]
- Antonio Despuig y Damato (1803–1813)[7]
- Giovanni Filippo Gallarati Scotti (1814–1819)[8]
- Antonio Maria Doria Pamphili (1819–1821)[9]
- Annibale Sermattei della Genga (1821–1823)[10]
- Benedetto Naro (1824–1832)[11]
- Carlo Odescalchi (1832–1838)[12]
- Giuseppe Antonio Sala (1838–1839)[13]
- Luigi Del Drago (1839–1845)[14]
- Costantino Patrizi Naro (1845–1867)[15]
- Luigi Amat di San Filippo e Sorso (1867–1878)[16]
- Gustav Adolf von Hohenlohe (1878–1896)[17]
- Vincenzo Vannutelli (1896–1930)[18]
- Bonaventura Cerretti (1930–1933)[19]
- Angelo Maria Dolci (1933–1939)[20]
- Alessandro Verde (1939–1958)[21]
- Carlo Confalonieri (1959–1986)[22]
- Luigi Dadaglio (1986–1990)[23]
- Ugo Poletti (1991–1997)[24]
- Carlo Furno (1997–2004)[25]
- Bernard Law (2004–2011)[26]
- Santos Abril y Castelló (2011–2016)[27]
- Stanisław Ryłko (2016-2025)[28]
- Rolandas Makrickas (od 2025)[29]

## Protokanonicy
Honorowymi przewodniczącymi kapituły – protokanonikami bazyliki byli kolejni królowie Hiszpanii, obecnie protokanonikiem jest król Filip VI.

## Osoby pochowane w bazylice Matki Bożej Większej

### Papieże

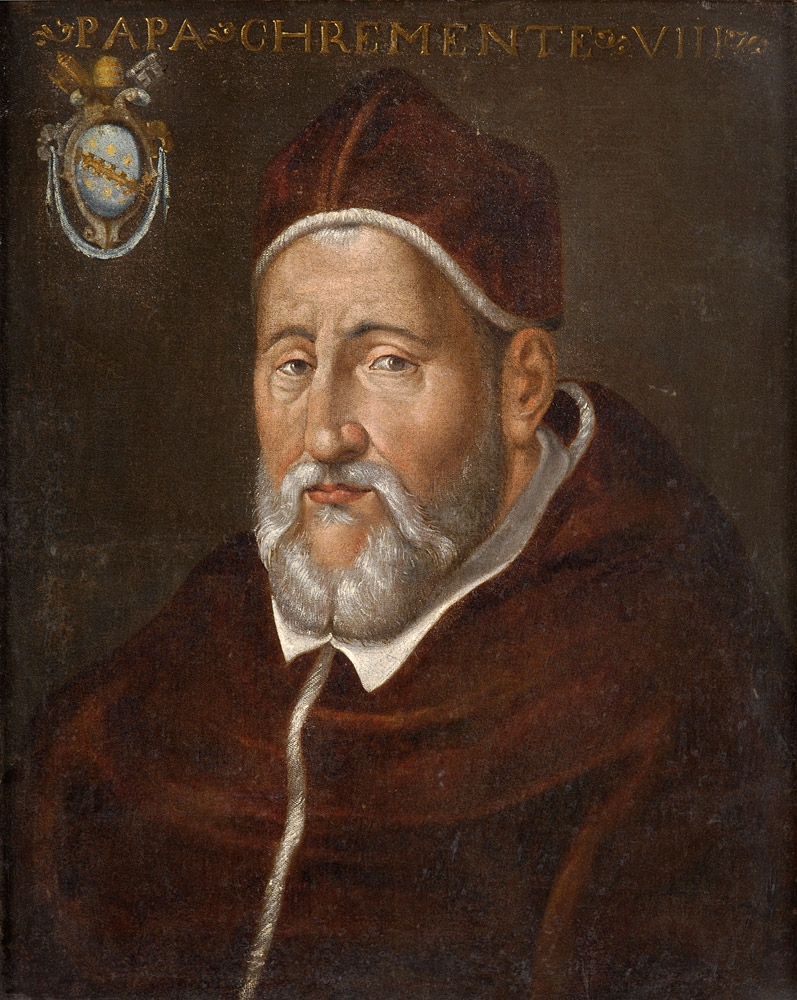
Klemens VIII
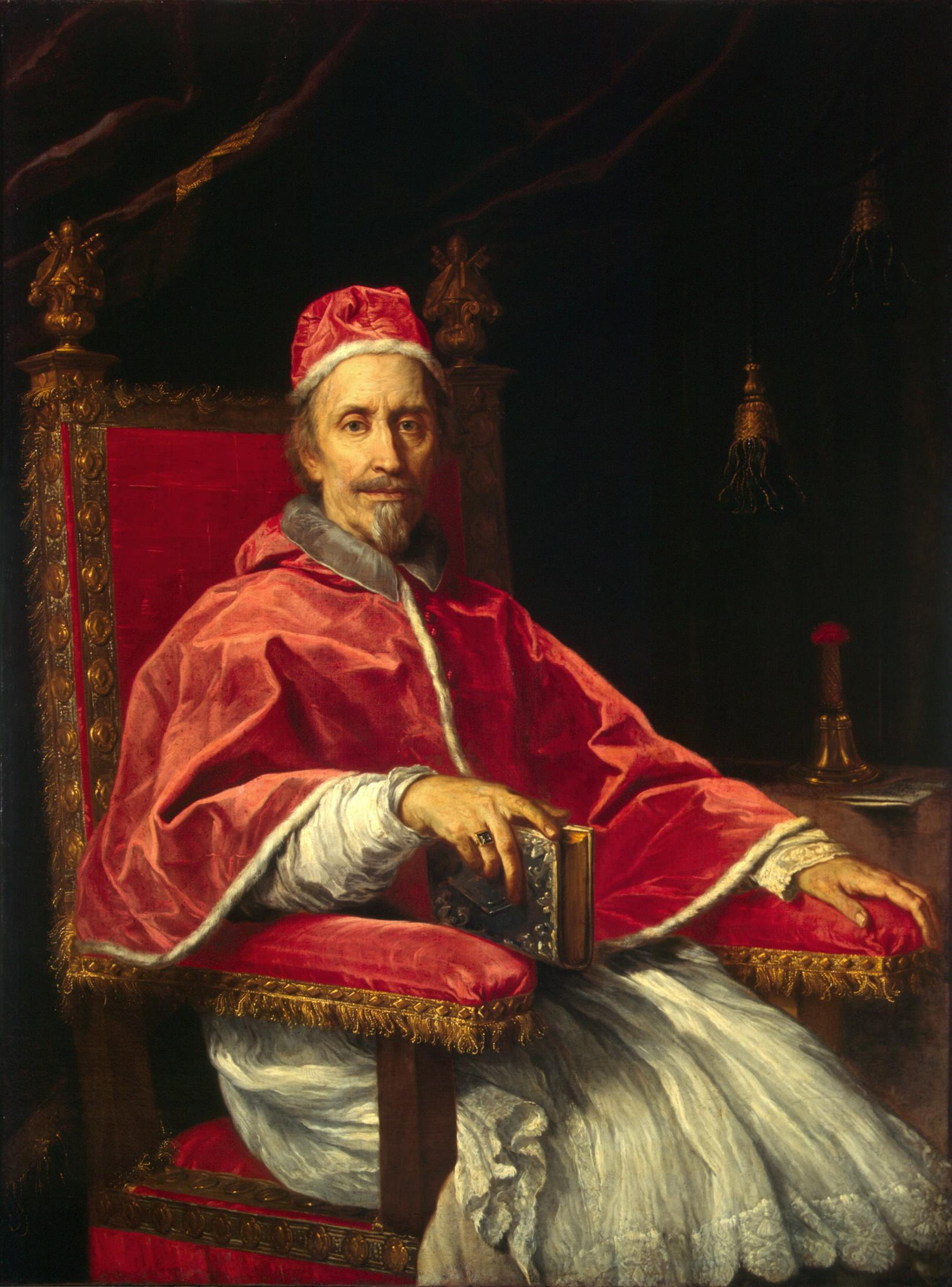
Klemens IX
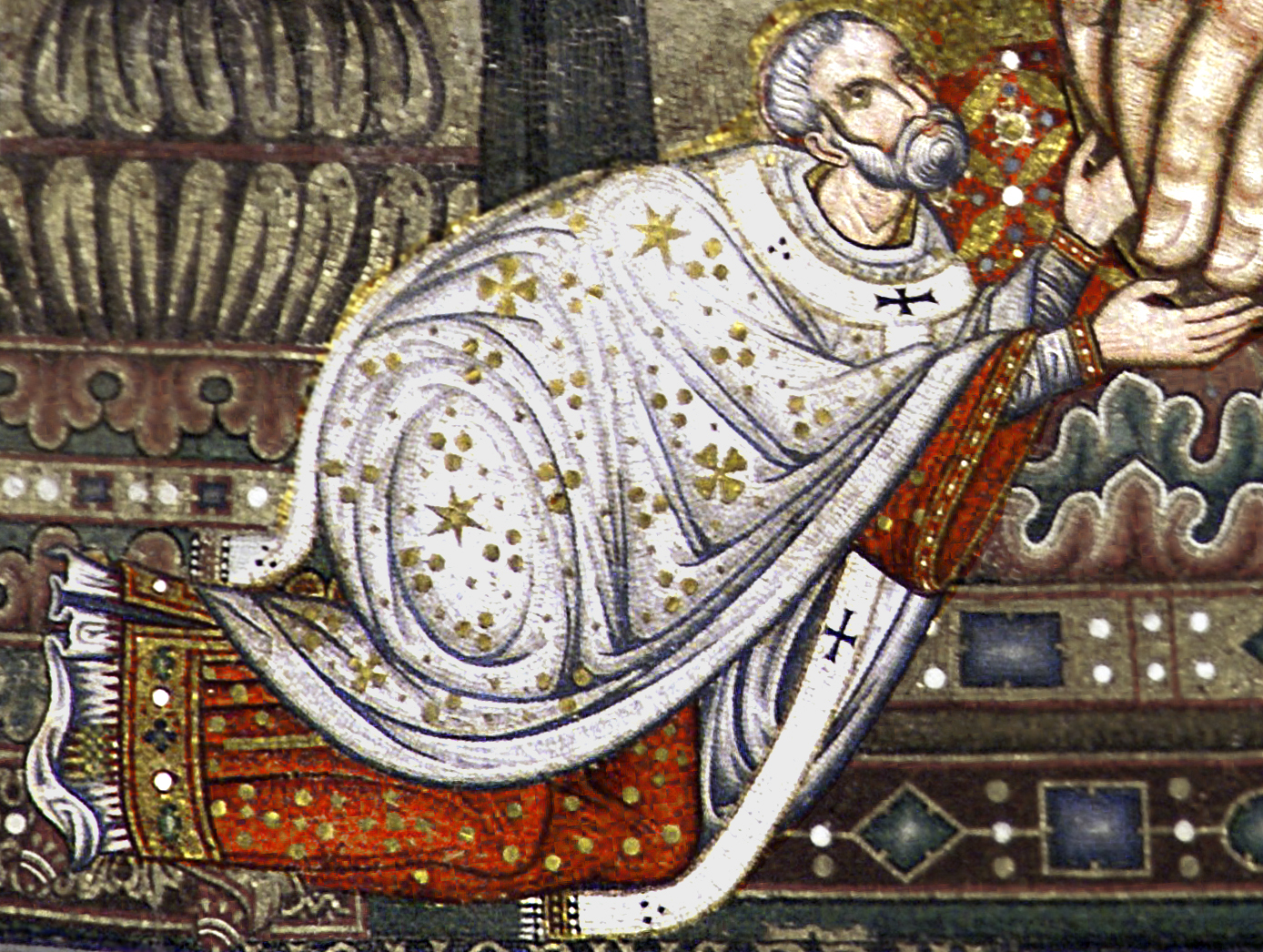
Honoriusz III (grób już nie istnieje)
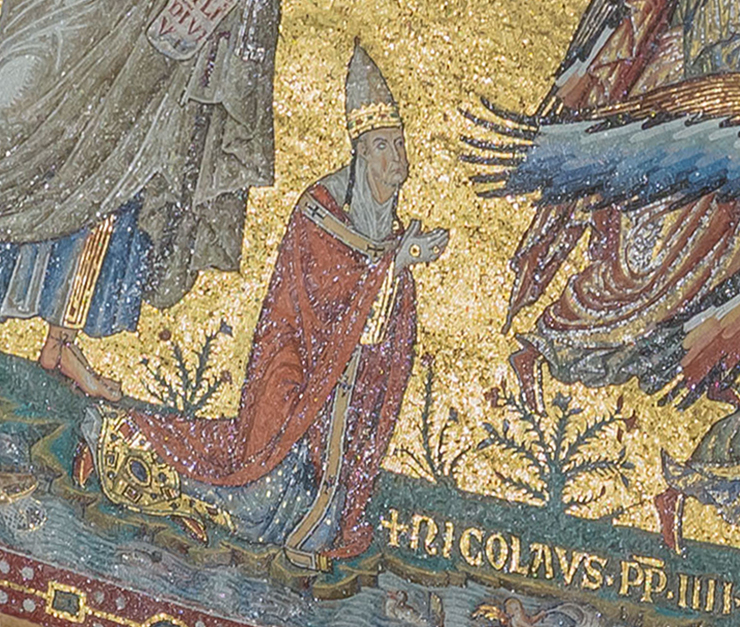
Mikołaj IV
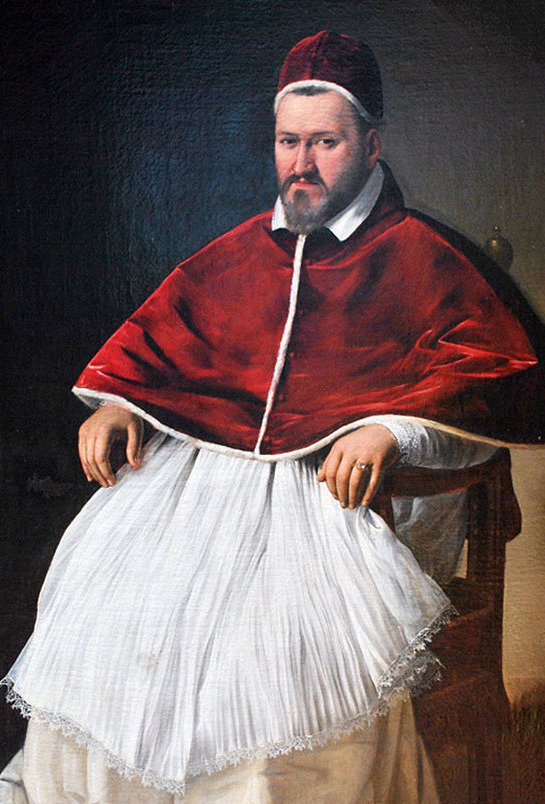
Paweł V
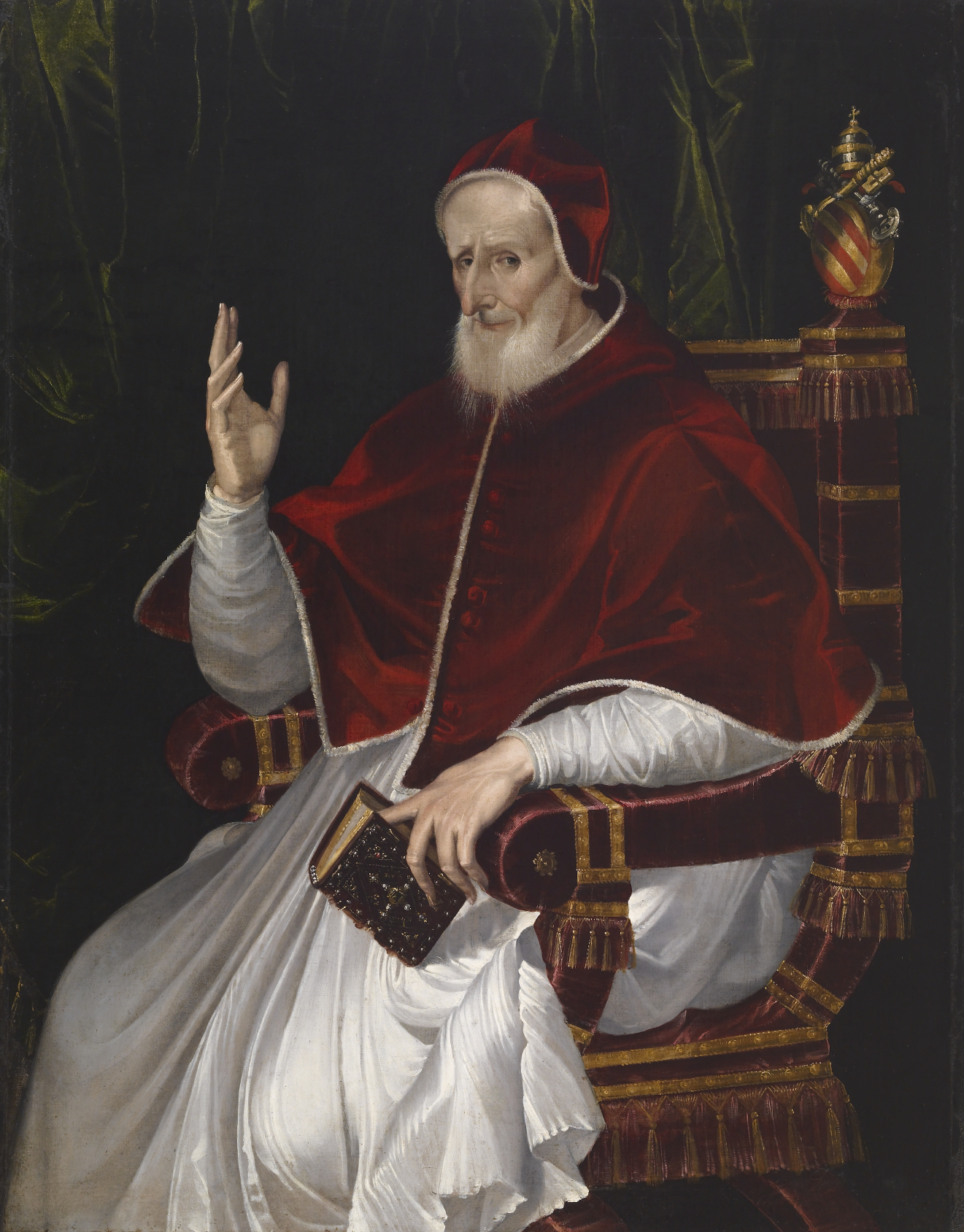
święty Pius V
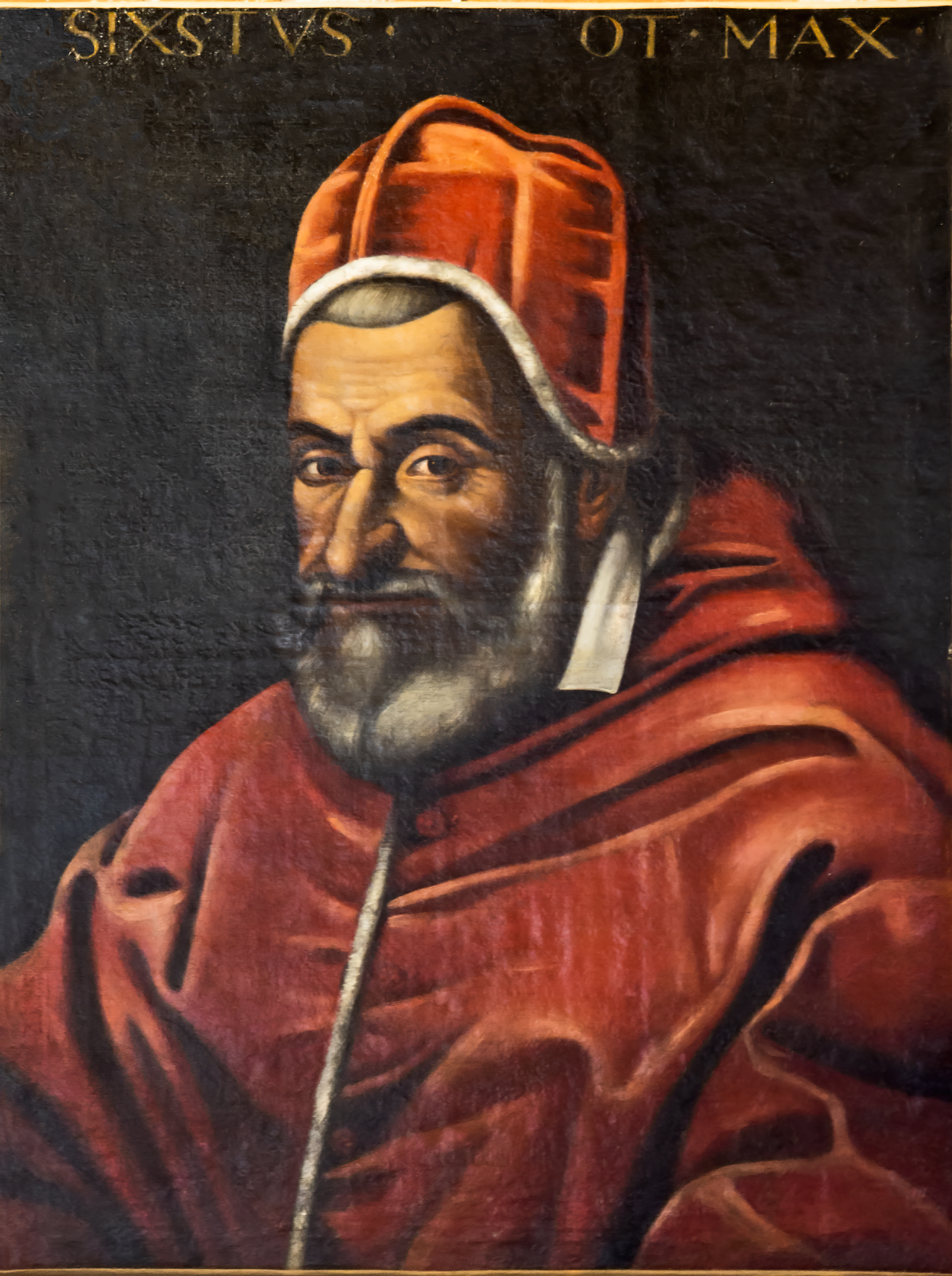
Sykstus V
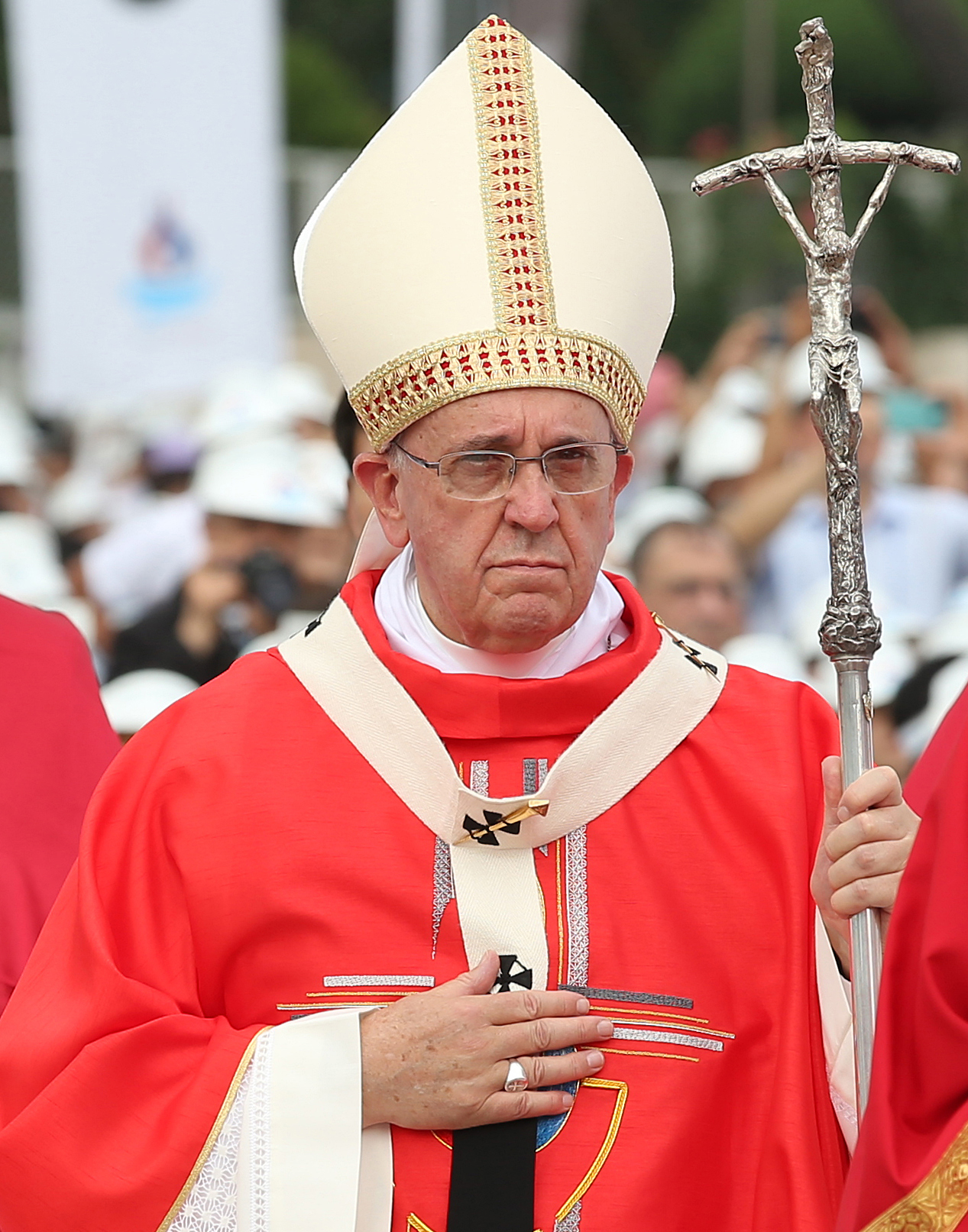
Franciszek

### Artyści

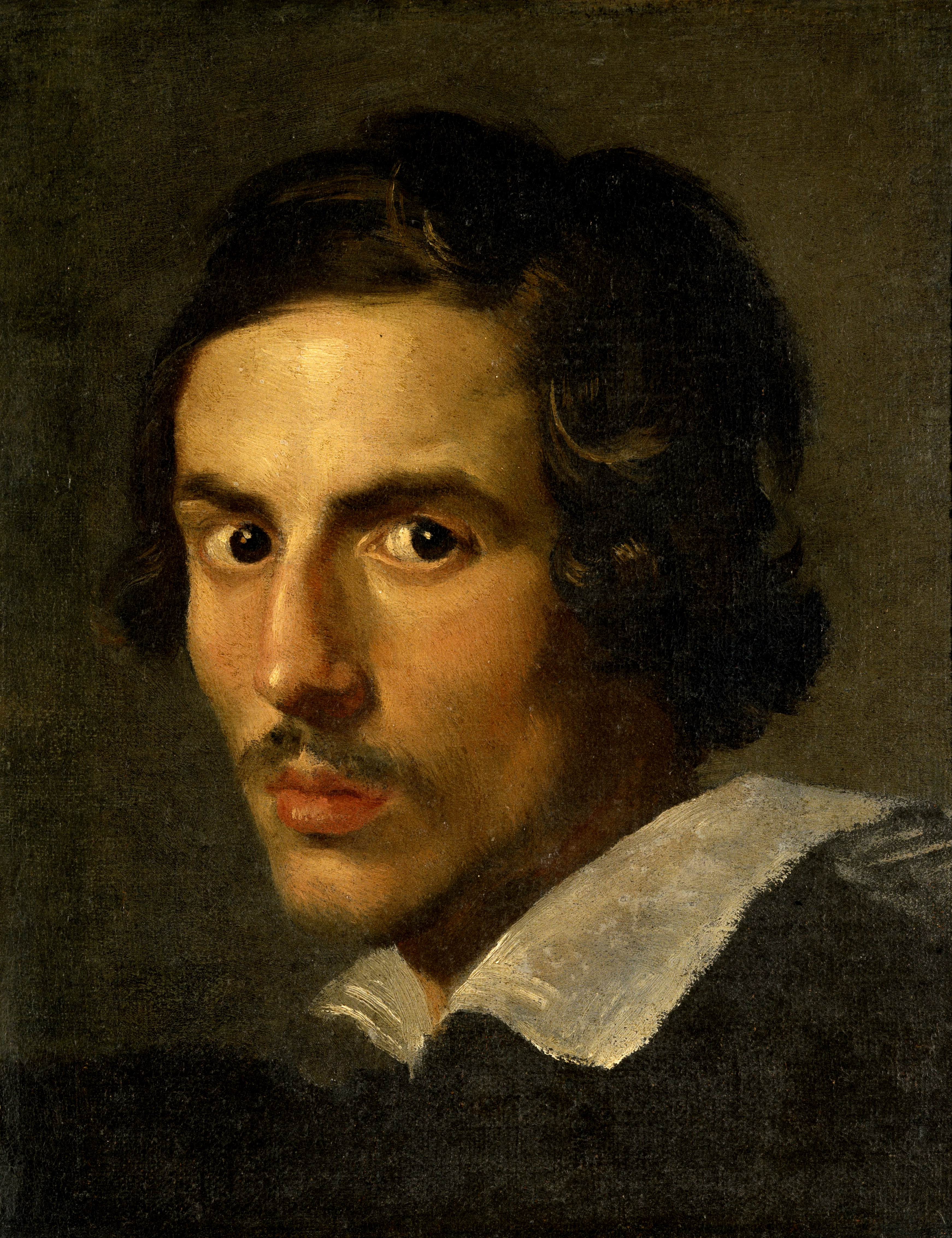
Giovanni Lorenzo Bernini
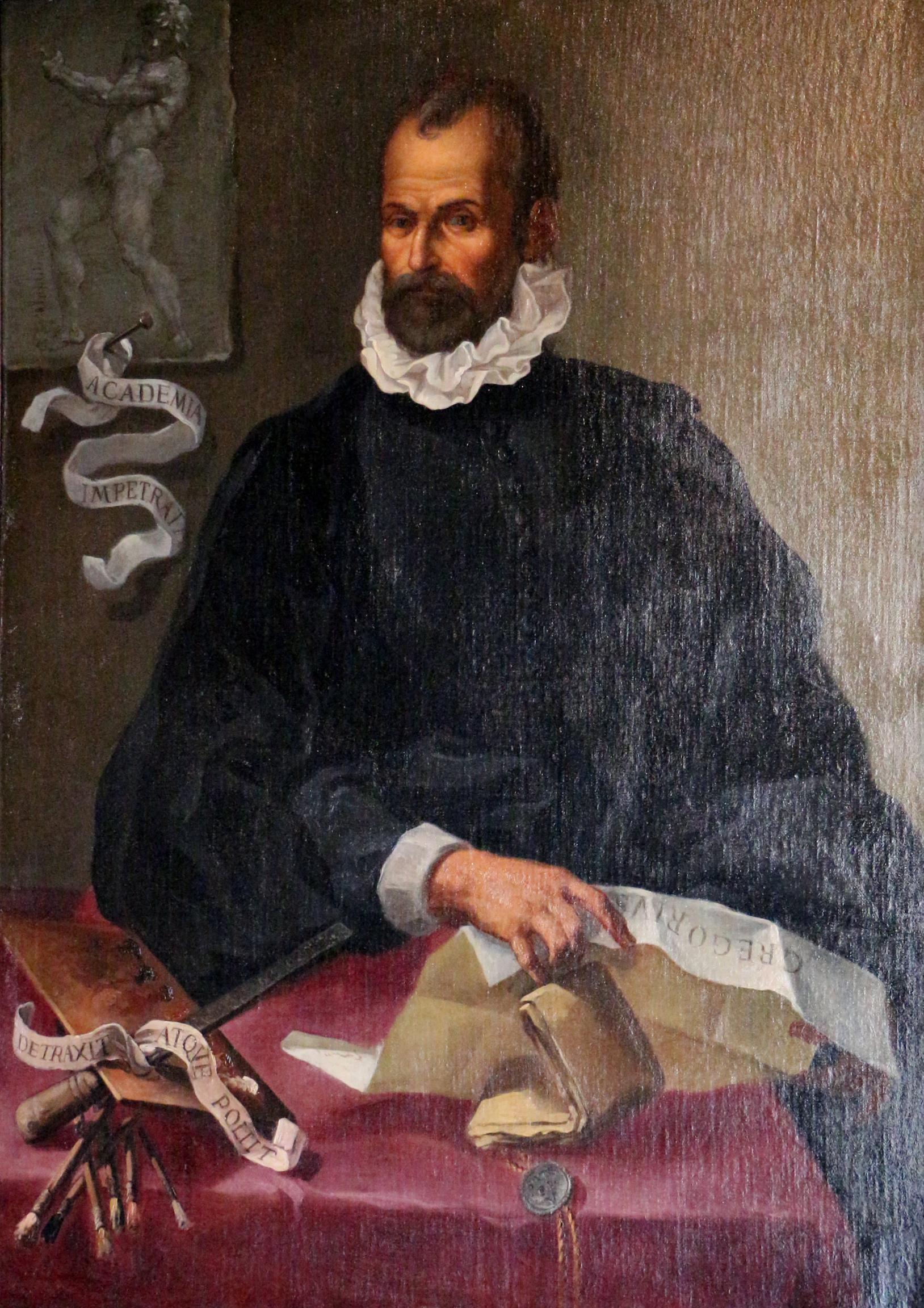
Girolamo Muziano

### Inne ważne osoby

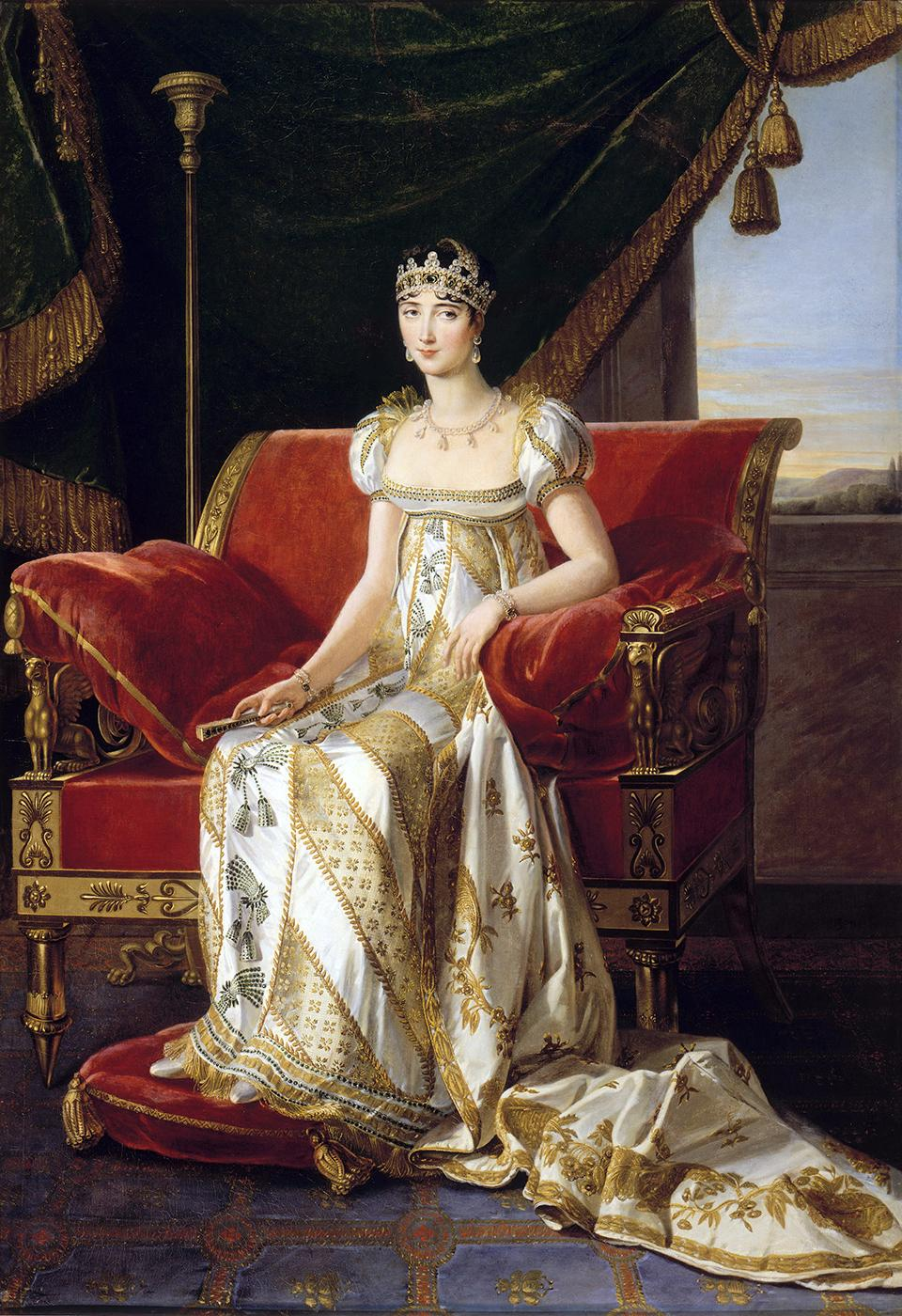
Paulina Bonaparte
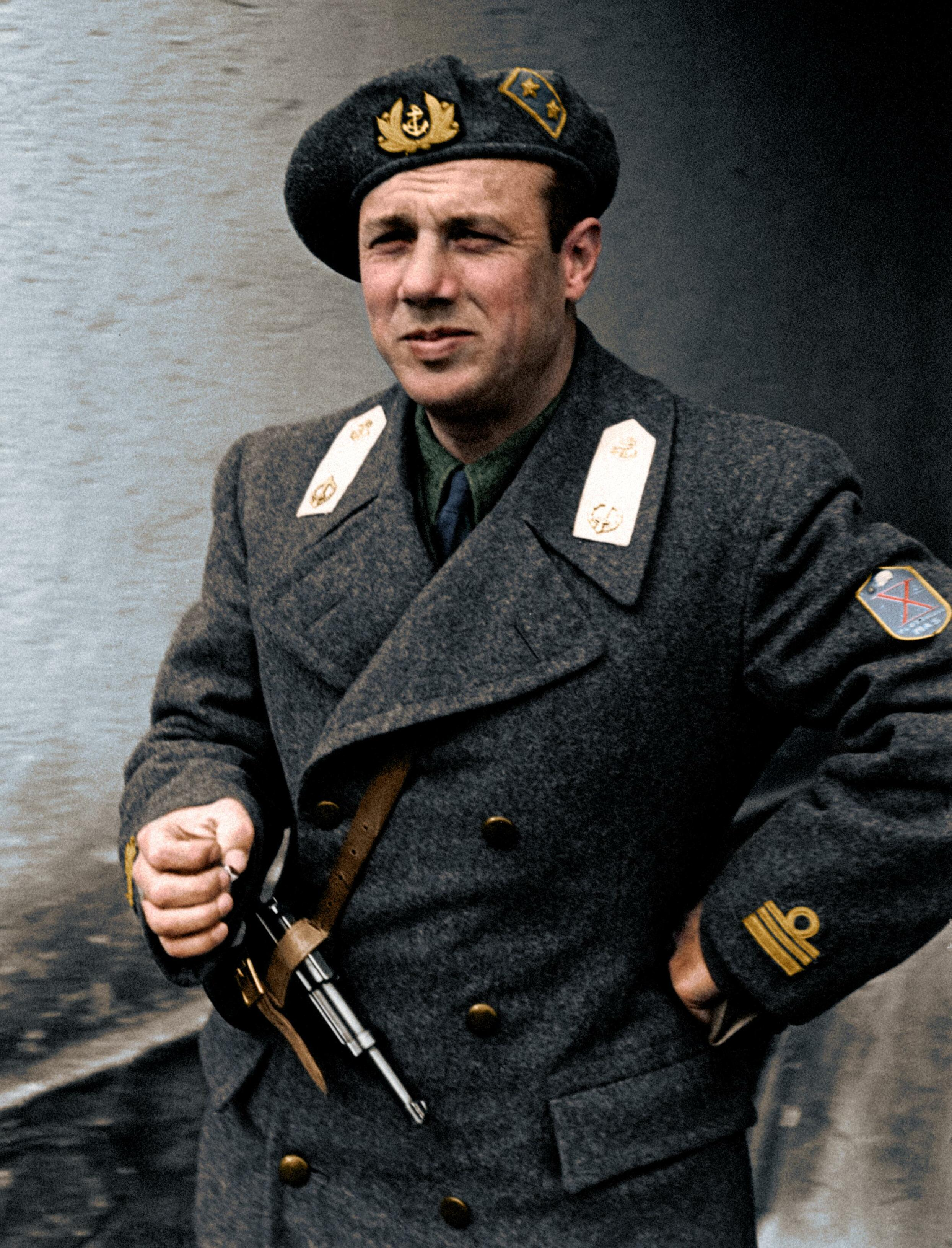
Junio Valerio Borghese

### Duchowni
- arcybiskup Domenico Caloyera
- kardynał Guido Ascanio Sforza
- kardynał Ugo Poletti
- święty Hieronim ze Strydonu (relikwie)